# سيث غالواي
سيث غالواي (بالإنجليزية: Seth Galloway)‏ هو لاعب كرة قدم أمريكي، ولد في 12 يناير 1987 في إيفانسفيل في الولايات المتحدة. شارك مع منتخب ساموا الأمريكية لكرة القدم. أما مع النوادي، فقد لعب مع باليستيير خالسا.